# Domps
 Domps  (en occitano Doms
) es una población y comuna francesa, situada en la región de Lemosín, departamento de Alto Vienne, en el distrito de Limoges y cantón de Eymoutiers.

## Demografía
| 319 | 274 | 223 | 210 | 172 | 144 | 139 |
| Para los censos de 1962 a 1999 la población legal corresponde a la población sin duplicidades (Fuente: INSEE [Consultar]) |     |     |     |     |     |     |